# 전쟁이 환경에 미치는 영향
전쟁이 환경에 미치는 영향에 대한 연구는 전쟁의 현대화와 환경에 대한 전쟁의 증가하는 영향에 중점을 둔다. 초토화 방식은 기록된 역사의 대부분에서 사용되었다. 그러나 현대의 전쟁 방법은 환경에 훨씬 더 큰 파괴를 초래한다. 화학무기에서 핵무기로 전쟁이 진행되면서 생태계와 환경에 대한 스트레스가 점점 더 커지고 있다. 전쟁이 환경에 미치는 영향의 구체적인 예로는 제1차 세계 대전, 제2차 세계 대전, 베트남 전쟁, 르완다 남북 전쟁, 코소보 전쟁, 걸프 전쟁, 2022년 러시아의 우크라이나 침공 등이 있다.

## 같이 보기
- 생물전
- 화학전
- 핵전쟁
- 핵겨울
- 초토화
- 비재래전
- 전쟁범죄